# Slaves occidentaux

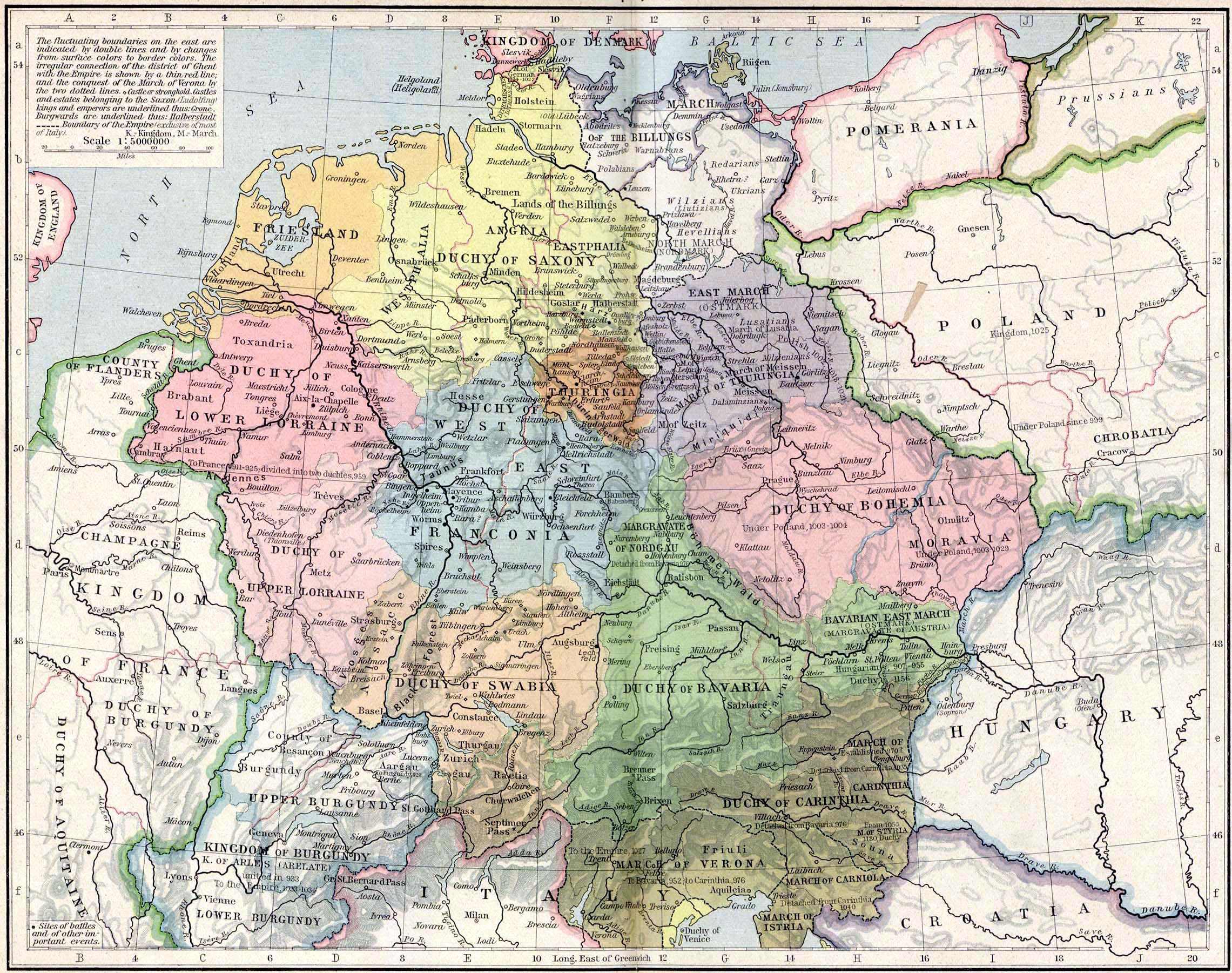
Europe centrale, 919-1125.

Les Slaves occidentaux sont les peuples slaves parlant les langues slaves occidentales. Ils se sont séparés des autres Slaves au VIIe siècle et se sont établis en Europe centrale entre les VIIIe et IXe siècles. Les langues tchèque, cachoube, polonaise, silésienne, slovaque et sorabe sont issues de ce creuset linguistique slave occidental.

## Historique
Au Moyen Âge, le terme Wends (dérivé des Vénètes de l'époque romaine) était appliqué aux peuples slaves occidentaux. Mieszko Ier, le premier souverain historique de la Pologne, est également cité comme « Dagome, le roi des Wends ».
L'expansion slave commence au Ve siècle, et au VIe siècle, les groupes qui deviendront les slaves occidentaux, orientaux et méridionaux étaient probablement séparés géographiquement. Les premiers États slaves occidentaux indépendants sont nés autour du VIIe siècle, avec l'Empire de Samo (623–658), la principauté de Moravie (VIIIe siècle – 833), la principauté de Nitra (VIIIe siècle – 833) et la Grande Moravie (833 –C. 907). Après la croisade des Wendes au Moyen Âge, les Sorabes et autres Polabes comme les Abodrites et les Vélètes tombent sous la domination du Saint-Empire romain germanique et seront fortement germanisés ou absorbés par la colonisation allemande du IXe au XIXe siècle. Le polabe a disparu au début du XIXe siècle dans ce qui est aujourd'hui l'État allemand de Basse-Saxe ; le sorabe est encore parlé de nos jours.
Durant la colonisation allemande, la relation entre les Slaves et les Allemands variait selon le temps et la région. Souvent, habitants allemands et slaves coexistaient comme voisins pendant des siècles, et les unions mixtes étaient nombreuses en l'absence de toute séparation religieuse. Dans la Saxe actuelle, de nombreux noms géographiques, même ceux des grandes villes comme Dresde, Leipzig ou Zwickau, sont d'origine slave. Dirigées uniquement contre les tribus slaves restées fidèles à leur religion d'origine, les croisades contre les Wendes n'ont pas ciblé les zones déjà christianisées, et le développement des interactions entre slaves et allemands chrétiens est resté largement pacifique.
Les Polanes occidentaux créent leur propre État au Xe siècle sous le duc polonais Mieszko I qui deviendra plus tard le royaume de Pologne. Pendant de nombreux siècles, la Pologne entretint des liens étroits avec ses voisins occidentaux, par exemple le souverain polonais Boleslas Ier de Pologne est déclaré par l'empereur « romain » germanique Otton III Frater et Cooperator Imperii (« Frère et partenaire de l'Empire »).
Les précurseurs des Tchèques (les Moraves occidentaux) ont migré en Bohême à la fin du VIe siècle et avaient établi divers fiefs au Xe siècle lorsque leurs dirigeants sont finalement devenus des vassaux (1002) du Saint-Empire romain germanique. Le royaume de Bohême fait partie de cet empire entre 1002–1419 et 1526–1918. Les prédécesseurs des Slovaques sont tombés sous la domination hongroise après 907 (le destin de la Grande-Moravie) - avec d'autres groupes slaves comme les Croates, les Slovènes, les Dalmates, les Serbes et les Ruthènes. Les Tchèques et les Slovaques étaient sous la domination de la monarchie des Habsbourg de 1526 à 1804; puis dans l'Empire autrichien et entre 1867–1918 une partie de l'Autriche-Hongrie.

## Répartition géographique
Au XXIe siècle, les Slaves occidentaux se répartissent en plusieurs populations ;
- Polonais (60 millions) ;
- Tchèques (10 millions) ;
- Slovaques (5,5 millions) ;
- Silésiens (environ 900 000) ;
- Cachoubes (environ 233 000) ;
- Sorabes (60 000 à 80 000).